# Kabinet-Jørgensen II
Het kabinet–Jørgensen II was de regering van het Koninkrijk Denemarken van 13 februari 1975 tot 30 augustus 1978.

## Kabinet–Jørgensen II (1975–1978)
| Ambtsbekleder            | Ambtsbekleder       | Ambtsbekleder                   | Functie                           | Ambtstermijn     | Ambtstermijn      | Partij |
| ------------------------ | ------------------- | ------------------------------- | --------------------------------- | ---------------- | ----------------- | ------ |
|                          | Anker Jørgensen     | Anker Jørgensen (1922–2016)     | Premier                           | 13 februari 1975 | 10 september 1982 | SD     |
|                          |                     | Egon Jensen (1922–1985)         | Minister van Binnenlandse Zaken   | 13 februari 1975 | 30 augustus 1978  | SD     |
|                          | Knud Børge Andersen | Knud Børge Andersen (1914–1984) | Minister van Buitenlandse Zaken   | 13 februari 1975 | 1 juni 1978       | SD     |
|                          | Anker Jørgensen     | Anker Jørgensen (1922–2016)     | Minister van Buitenlandse Zaken   | 1 juni 1978      | 30 augustus 1978  | SD     |
|                          |                     | Knud Heinesen (1932)            | Minister van Financiën            | 13 februari 1975 | 26 oktober 1979   | SD     |
|                          |                     | Orla Møller (1916–1979)         | Minister van Justitie             | 13 februari 1975 | 1 oktober 1977    | SD     |
| Minister van Defensie    |                     | Orla Møller (1916–1979)         |                                   | 13 februari 1975 | 1 oktober 1977    | SD     |
|                          |                     | Erling Jensen (1919–2000)       | Minister van Justitie             | 1 oktober 1977   | 30 augustus 1978  | SD     |
|                          | Per Hækkerup        | Per Hækkerup (1915–1979)        | Minister van Economische Zaken    | 13 februari 1975 | 30 augustus 1978  | SD     |
|                          |                     | Erling Jensen (1919–2000)       | Minister van Industrie en Handel  | 13 februari 1975 | 8 september 1976  | SD     |
|                          | Per Hækkerup        | Per Hækkerup (1915–1979)        | Minister van Industrie en Handel  | 8 september 1976 | 26 februari 1977  | SD     |
|                          |                     | Ivar Nørgaard (1922–2011)       | Minister van Industrie en Handel  | 26 februari 1977 | 30 augustus 1978  | SD     |
|                          |                     | Poul Søgaard (1923–2016)        | Minister van Defensie             | 1 oktober 1977   | 10 september 1982 | SD     |
|                          |                     | Eva Gredal (1927–1995)          | Minister van Sociale Zaken        | 13 februari 1975 | 30 augustus 1978  | SD     |
|                          | Erling Dinesen      | Erling Dinesen (1910–1986)      | Minister van Arbeid               | 13 februari 1975 | 8 september 1976  | SD     |
|                          |                     | Erling Jensen (1919–2000)       | Minister van Arbeid               | 8 september 1976 | 1 oktober 1977    | SD     |
|                          | Svend Auken         | Svend Auken (1943–2009)         | Minister van Arbeid               | 1 oktober 1977   | 10 september 1982 | SD     |
|                          | Ritt Bjerregaard    | Ritt Bjerregaard (1941–2023)    | Minister van Onderwijs            | 13 februari 1975 | 22 december 1978  | SD     |
|                          |                     | Niels Matthiasen (1924–1980)    | Minister van Transport            | 13 februari 1975 | 26 februari 1977  | SD     |
|                          |                     | Kjeld Olesen (1932)             | Minister van Transport            | 26 februari 1977 | 30 augustus 1978  | SD     |
|                          |                     | Helge Nielsen (1918–1991)       | Minister van Huisvesting          | 13 februari 1975 | 26 januari 1977   | SD     |
|                          |                     | Svend Jakobsen (1935–2022)      | Minister van Huisvesting          | 26 januari 1977  | 26 februari 1977  | SD     |
|                          |                     | Ove Hove (1914–1993)            | Minister van Huisvesting          | 26 februari 1977 | 30 augustus 1978  | SD     |
|                          |                     | Poul Dalsager (1929–2001)       | Minister van Landbouw             | 13 februari 1975 | 30 augustus 1978  | SD     |
| Minister van Visserij    | 26 februari 1977    | Poul Dalsager (1929–2001)       |                                   | 13 februari 1975 |                   | SD     |
| Minister van Visserij    |                     |                                 | Svend Jakobsen (1935–2022)        | 26 februari 1977 | 26 oktober 1979   | SD     |
|                          |                     | Helge Nielsen (1918–1991)       | Minister van Milieu               | 13 februari 1975 | 26 januari 1977   | SD     |
|                          |                     | Svend Jakobsen (1935–2022)      | Minister van Milieu               | 26 januari 1977  | 26 februari 1977  | SD     |
|                          |                     | Niels Matthiasen (1924–1980)    | Minister van Milieu               | 26 februari 1977 | 30 augustus 1978  | SD     |
|                          |                     | Niels Matthiasen (1924–1980)    | Minister van Cultuur              | 13 februari 1975 | 16 februari 1980  | SD     |
|                          |                     | Jørgen Peder Hansen (1923–1994) | Minister voor Groenland           | 13 februari 1975 | 20 januari 1981   | SD     |
| Minister voor Godsdienst | 30 augustus 1978    | Jørgen Peder Hansen (1923–1994) |                                   | 13 februari 1975 |                   | SD     |
|                          |                     | Svend Jakobsen (1935–2022)      | Minister voor Belastingen         | 13 februari 1975 | 26 februari 1977  | SD     |
|                          |                     | Jens Kampmann (1937)            | Minister voor Belastingen         | 26 februari 1977 | 30 augustus 1978  | SD     |
|                          |                     | Ivar Nørgaard (1922–2011)       | Minister voor Noorse Samenwerking | 13 februari 1975 | 26 februari 1977  | SD     |
|                          | Lise Østergaard     | Lise Østergaard (1924–1994)     | Minister voor Noorse Samenwerking | 26 februari 1977 | 30 december 1981  | SD     |

Kristensen ·
Hedtoft I ·
Hedtoft II ·
Eriksen ·
Hedtoft III ·
Hansen I ·
Hansen II ·
Kampmann I ·
Kampmann II ·
Krag I ·
Krag II ·
Baunsgaard ·
Krag III ·
Jørgensen I ·
Hartling ·
Jørgensen II ·
Jørgensen III ·
Jørgensen IV ·
Jørgensen V ·
Schlüter I ·
Schlüter II ·
Schlüter III ·
Schlüter IV ·
P.N. Rasmussen I ·
P.N. Rasmussen II ·
P.N. Rasmussen III ·
P.N. Rasmussen IV ·
A.F. Rasmussen I ·
A.F. Rasmussen II ·
A.F. Rasmussen III ·
L.L. Rasmussen I ·
Thorning-Schmidt I ·
Thorning-Schmidt II ·
L.L. Rasmussen II ·
L.L. Rasmussen III ·
Frederiksen I ·
Frederiksen II